# Misjonarze z Mariannhill
Misjonarze z Mariannhill - Zgromadzenie Misjonarzy z Mariannhill (łac. Congregatio Missionariorum de Mariannhill - CMM) – katolickie misyjne zgromadzenie zakonne.
Zgromadzenie powstało w 1882 z założonego przez Opata Franciszka Pfannera opactwa trapistów Mariannhill w Afryce Południowej. 2 lutego 1909 papież Pius X oddzielił dekretem Opactwo Mariannhill od Zakonu Trapistów, dając początek Zgromadzeniu Misjonarzy z Mariannhil, 21 marca 1936 zostało oficjalnie zatwierdzone. Duchowość zgromadzenia oparta jest na regule św. Benedykta. Jego celem jest wzmacnianie świadomości misyjnej Kościoła poprzez modlitwę, pracę i obecność. W 1946 ksiądz Józef Wojaczek otrzymał od generalnego przełożonego kongregacji dekret nominacyjny na prowincjała w Polsce i polecenie zorganizowania prowincji kongregacji. W 1995 zgromadzenie powróciło do Polski - powstał dom zgromadzenia w Czeladzi, który zamknięto w 2016 r. Obecnie nie ma w Polsce żadnego domu zgromadzenia. 